# Arctomecon
Arctomecon é um género botânico pertencente à família Papaveraceae.

## Espécies
- Arctomecon californica
- Arctomecon humilis
- Arctomecon merriamii